# Agelasta yonaguni subkonoi
Agelasta yonaguni subkonoi es una subespecie de escarabajo longicornio del género Agelasta, categorizada en la tribu Mesosini, de la subfamilia Lamiinae. Fue descrita por Breuning en 1964.

## Descripción
Mide 10-17 mm de longitud.

## Distribución
Se distribuye por Asia: Japón.